# Галичский уезд
Га́личский (также Га́лицкий) уе́зд — административно-территориальная единица в составе Русского государства, Костромского наместничества и Костромской губернии, существовавшая с XV века по 1928 год. Уездный город — Галич.

## География
Уезд располагался на северо-востоке центральных земель Русского государства, а с конца XVIII века — в центральной части Костромской губернии. Площадь уезда на момент упразднения составляла 4 157,7 верст² (4 732 км²) в 1897 году, 5 226 км² — в 1926 году.
При этом на момент образования уезда в XV веке из земель бывшего Галицкого княжества его территория простиралась от Солигалича на северо-западе до реки Юронги на юго-востоке, имея эксклав к западу от Любима и включая в себя примерный состав из будущих Солигаличского, Галичского, Чухломского, Кологривского, Ветлужского и Варнавинского уездов Костромской губернии и западной половины Любимского уезда Ярославской губернии.

## История
Галицкий уезд был известен ещё с допетровских времён. В его состав входили Парфеньевская, Унженская, Чухломская осады-волости. В 1708 году Галицкий уезд вошёл в состав Архангелогородской губернии. В 1719 году при разделении губерний на провинции город Галич становится центром Галицкой провинции Архангелогородской губернии. В 1727 году уезд в составе Галицкой провинции был восстановлен на значительно уменьшенной территории относительно площади допетровских времён.
В 1778 году уезд был отнесён к Костромскому наместничеству, которое в 1796 году преобразовано в Костромскую губернию.
Во времена вотчинного замлевладения в уезде выдавались поместья детям боярским и дворянам. Территория была стратегической, так как через неё пролегал важный соляной тракт из Сольвычегодска через Тотьму в Кострому.
27 июля 1922 года из Макарьевского уезда в Галичский были переданы Кусская и Пограничная волости.
Постановлением ВЦИК от 8 октября 1928 года «О районировании Костромской губернии» из большей части Галичского уезда был образован Галичский район. 14 января 1929 года была упразднена Костромская губерния, Галичский район вошёл в состав Костромского округа Ивановской Промышленной области.

## Административное деление
В 1890 году в состав уезда входило 24 волости
| № п/п | Волость       | Волостное правление | Число селений | Население |
| ----- | ------------- | ------------------- | ------------- | --------- |
| 1     | Богчинская    | с. Богчино          | 37            | 4418      |
| 2     | Быковская     | с. Степаново        | 82            | 4369      |
| 3     | Ватамановская | д. Ватаманово       | 51            | 4927      |
| 4     | Вознесенская  | с. Вознесенское     | 84            | 5532      |
| 5     | Воскресенская | с. Готовцево        | 85            | 4768      |
| 6     | Говеновская   | с. Говеново         | 56            | 5925      |
| 7     | Данилковская  | д. Данилково        | 37            | 1766      |
| 8     | Дурцовская    | д. Панинская        | 34            | 2175      |
| 9     | Замерская     | с. Троица-Михали    | 29            | 2298      |
| 10    | Игодовская    | с. Игодово          | 52            | 3935      |
| 11    | Костомская    | с. Костома          | 79            | 6332      |
| 12    | Котельская    | д. Селехово         | 72            | 5497      |
| 13    | Курновская    | д. Торопово         | 43            | 3120      |
| 14    | Нагатинская   | с. Нагатино         | 39            | 2445      |
| 15    | Новографская  | с. Новографское     | 36            | 2867      |
| 16    | Пречистенская | д. Неверово         | 77            | 5085      |
| 17    | Рылеевская    | усадьба Харитонова  | 70            | 4341      |
| 18    | Свиньинская   | д. Болотово         | 57            | 3669      |
| 19    | Селецкая      | с. Сельцо           | 61            | 3585      |
| 20    | Сретенская    | усадьба Острецова   | 52            | 4150      |
| 21    | Фоминская 1-я | с-цо Фоминское      | 64            | 5341      |
| 22    | Фоминская 2-я | д. Фоминская        | 14            | 1638      |
| 23    | Холмовская    | с. Холм             | 36            | 2537      |
| 24    | Яхнобольская  | с. Яхноболь         | 85            | 4820      |

В 1913 году в уезде было также 24 волости.
В 1926 году в уезде было 10 волостей:
- Заозерная (центр — с. Троица-Олеши),
- Игодовская,
- Костомская ,
- Котельская (центр — д. Сигоньтино),
- Курновская (центр — пос. Антропово),
- Пречистенская (центр — с. Палкино),
- Пригородная (центр — г. Галич),
- Сретенская (центр — усадьба Острецово),
- Холмовская (центр — с. Пронино),
- Яхнобольская (центр — усадьба Королятино).

## Население
По данным переписи 1897 года в уезде проживало 107 609 чел. В том числе русские — 99,7 %. В уездном городе Галиче проживало 6 237 чел.
По итогам всесоюзной переписи населения 1926 года население уезда составило 142 051 человек, из них городское (город Галич) — 8 875 человек.